# Yoshimasa Fujita
Yoshimasa Fujita (japanisch 藤田 芳正 Fujita Yoshimasa; * 23. Juli 1979 in der Präfektur Saitama) ist ein ehemaliger japanischer Fußballspieler.

## Karriere
Fujita erlernte das Fußballspielen in der Schulmannschaft der Teikyo High School und der Universitätsmannschaft der Juntendo-Universität. Seinen ersten Vertrag unterschrieb er 2002 bei den Montedio Yamagata. Der Verein spielte in der zweithöchsten Liga des Landes, der J2 League. Für den Verein absolvierte er 21 Ligaspiele. Ende 2003 beendete er seine Karriere als Fußballspieler.